# 白石拓
白石 拓 (しらいし たく、別名: 佐藤 拓(さとう たく)、1959年7月24日 - ）は、日本の作家、科学ジャーナリスト、サイエンスライター及びノンフィクション作家。有限会社ルネサンス社代表。

## 経歴
- 1959年　愛媛県新居浜市出身
- 1977年　愛媛県立新居浜西高等学校卒業、京都大学工学部入学
- 1982年　同大学卒業

大学卒業後、(株)福武書店（現ベネッセコーポレーション）に入社。退職後、20代に1年半世界各地を回る。西アフリカで熱帯熱マラリアに感染、帰国。以後、文筆活動に入る。2002年より、ABA 青森朝日放送主催の教育文化イベント「ABA小学生、未来新聞をつくろうコンテスト」のインストラクター兼審査員（2011年終了）。科学実験教室講師。弘前大学教育力向上プロジェクト講師（08～14年）。青森県立図書館の「科学おはなし会」講師、弘前大学での「放射線の講義と霧箱実験」講師他、実験教室や講演の講師を多数務める。新極真会東京ベイ港支部小井道場応援団（本人と連絡は取れません）。
2002年にプロデュース/制作した『プロジェクト摩擦 tribologist』（堀切川一男著、講談社）が日経 BP・BizTech 図書賞受賞。
推理作家の鳥飼否宇は、出版社時代の同僚（鳥飼のほうが入社が1年先）。

## 主な著作
- 『暮らしの遺伝子学』（双葉社）2000年
- 『生物たちのハイテク戦略』（双葉社）2001年
- 『虫歯になる人、ならない人』（共著、宝島社）2001年
- 『イラスト「超ひも理論」』（宝島社）2002年
- 『知的にカラダの不思議を愉しむ本！』ムック（共著、宝島社）2004年
- 『浦島太郎は、なぜ年をとらなかったか　アインシュタインと遊ぶ』（共著、祥伝社）2005年
- 『マンガでわかる「超ひも理論」』（宝島社）2005年
- 『サラリーマンから大学教授になる！方法』（宝島社）2003年
- 『トンデモない生き物たち』（宝島社）2006年
- 『シリーズ偉大な日本人　湯川秀樹』ムック（宝島社）2007年
- 『1万円の世界地図』（佐藤 拓、祥伝社）2007年
- 『あったか言葉とチクチク言葉』（佐藤 拓、宝島社）2008年
- 『なぜ南極の魚は凍らないのか!?』（宝島社）2008年
- 『医師の正義』（宝島社）2008年
- 『ノーベル賞理論！　図解「素粒子」入門』（宝島社）2009年
- 『住みにくい県には理由がある』（佐藤 拓、祥伝社）2009年
- 『ここまでわかった「科学のふしぎ」』（講談社）2010年
- 『高層マンション症候群』（祥伝社）2010年
- 『すべてイラストとマンガでわかる　宇宙論・入門』ムック（宝島社）2011年
- 『透明人間になる方法　スーパーテクノロジーに挑む』（PHPサイエンス・ワールド新書）2012年
- 『すべてイラストとマンガでわかる　宇宙論・入門』文庫（宝島社）2012年
- 『ヒッグス粒子から読み解く宇宙の謎』ムック（宝島社）2012年
- 『日本の怖い数字』（佐藤拓、PHP新書）2012年
- 『太陽と太陽系の謎』ムック（宝島社）2013年
- 『薬指でわかる遺伝子の暗号』（宝島社新書）2013年
- 『バイオミメティクスの世界』ムック（宝島社）2014年
- 『地球46億年目の新発見』ムック（宝島社）2014年
- 『「地球外生命」を探せ！』ムック（宝島社）2014年
- 『異常気象の疑問を解く！』ムック（廣済堂出版）2015年
- 『ひと粒五万円！』世界一のイチゴの秘密（祥伝社新書）2016年
- 『男の格差』（佐藤拓、泰文堂）2017年
- 『親日国の世界地図』（佐藤拓、祥伝社新書）2018年
- 『「単位」のしくみと基礎知識』（白石拓、日刊工業新聞社）2019年
- 『しぶとい生き物』（白石拓、ホビージャパン）2019年
- 『最新 二次電池が一番わかる (しくみ図解)』（白石拓、技術評論社）2020年
- 『きちんと知りたい！モータの原理としくみの基礎知識』（白石拓、日刊工業新聞社）2021年
- 『水素エネルギーが一番わかる (しくみ図解)』（白石拓、技術評論社）2024年